# A szilmarilok cselekménye
Ez a szócikk J. R. R. Tolkien A szilmarilok c. könyvének tartalmát ismerteti.
|  | Alább a cselekmény részletei következnek! |

## A kezdetek
Kezdetben volt Eru, az Egyetlen, akit Ardán Ilúvatarnak neveztek. Ő volt az első létező, Isten. Megteremtette az ainukat, a szentségeseket, gondolatának szülötteit. Dallamokat dalolt nekik. S nagy soká eljött a nagy nap, amikor Ilúvatar összehívta valamennyi ainut, s fenséges dallamot dalolt nekik, amelyben sokkal nagyobb és csodálatosabb dolgok kezdtek kibontakozni. Ezután megparancsolta, hogy közös harmóniában Nagy Muzsikát formáljanak neki. S ekkor az ainuk hangja a hallás határán túl leszállt a mélybe és föl a magasba, csordulásig megtöltötte mindazokat a helyeket, ahol Ilúvatar lakozott, majd kiáradt a Semmibe, és az immár nem volt Semmi. Ám ahogy a dallam egyre jobban kibontakozott, Melkor szívében vágy ébredt, hogy beleszője a saját gondolatait, amelyek azokon a magányos utakon születtek elméjében, mikor egyedül rótta a Világmindenséget az Olthatatlan Láng (a világot működtető láng) után kutatva. Némely gondolatát beleszőtte a muzsikába, s nyomban disszonancia keletkezett körülötte. Egyesek követték, mások hangja megszakadt. Ilúvatar háromszor próbálta megállítani (mindannyiszor elméjének egy-egy újabb darabját feltárva), de hiába, utána beszüntette az éneket. Ilúvatar ezek után elhívta őket egy üres helyre, és dalukat képbe öntötte. Megteremtette Ardát, a Földet. S az ainuk közül páran leszálltak Ardára, hogy azt szépítsék, előkészítsék Ilúvatar gyermekeinek.
A Nagyokat ezek közül a szellemek közül a tündék Valáknak nevezik, Arda Erőinek. A valák királyai heten vannak, s heten vannak a királynői is. A királyok neve illendő sorrendben: Manwë, Ulmo, Aulë, Oromë, Mandos, Lórien és Tulkas; a királynők neve pedig: Varda, Yavanna, Nienna, Estë, Vairë, Vána és Nessa. Melkort immár nem sorolják a valák közé.

## A valák évei
11-ben A valák és a maiák alászállnak az Új Világra. Megkezdődik Arda tavasza. Az a kor, amikor a valák még Almarenben éltek, s először bimbóztak a fák. 1500-ban Létrehozzák a Valák Lámpásait, hogy bevilágítsák a Földet. Ezek a Lámpások hatalmas gömbök voltak. Az egyik neve Illuin, a másik Ormal. Az Illuin északon, az Ormal délen állt egy-egy hatalmas kőoszlopon, s onnan világították meg a világot.
3400-ban Melkort zavarta a fény, ezért ledönti a Lámpásokat. Arda tavasza véget ér. 50 évvel később a valák visszavonulnak Amanra, és a föld legnagyobb részét homályban hagyják. Itt Amanban rendezik be új otthonaikat, és a kontinenst egy magas hegységrendszerrel, a Pelórival védték. 3500-ban Yavanna és Nienna létrehozza a Két Fát Ezellohar dombján. Az egyiken a sötétzöld levelek alja ezüstösen ragyogott, s számtalan virágának mindegyikéből ezüstharmatot permetezett alá. A másiknak halványzöldek voltak a levelei, csillogó aranyszegéllyel. Sárga lángként lobogó virágainak izzó kelyhéből aranyeső záporozott a földre. Az előbbinek neve Telperion, a másik neve Laurelin volt. A Boldogság Évei elkezdődnek.

## A fák évei
10-ben Aulë megteremtette a törpöket, mert olyannyira kívánta a Gyermekek eljövetelét. S Aulë olyannak teremtette a törpöket, amilyenek most is, mivel elméjében nem látta tisztán az eljövendő Gyermekeket. Titkon tevékenykedett, és munkája eredményeként megszületett a Törpök Hét Atyja. Ilúvatar azonban tudta, mi történt és kérdőre vonta Aulët. Ám Aulë meggyőzte Erut, hogy nem akart semmi rosszat. Ilúvatar pedig nem pusztította el őket, csak mély álmot bocsátott rájuk addig, amíg az Elsőszülöttek el nem jönnek. Amikor Aulë hazatért, mindent elmesélt feleségének, Yavannának. Yavanna osztozott férje örömében, de előre megjövendölte, hogy „Ám mivel eltitkoltad előlem ezt a gondolatot, amíg be nem teljesült, a te gyermekeidben csekély lesz a szeretet azon dolgok iránt, amelyek nékem kedvesek.” Yavanna féltette a növényeket, ezért az a gondolata támadt, hogy a fákat különös „pásztorok” őrizzék, akik szintén fák lennének, csak tudnának beszélni, járni, gondolkodni és cselekedni. Manwë beleegyezett, így születtek meg az entek.
1000-ben Yavanna megjövendöli Ilúvatar gyermekeinek érkezését. Varda nekiáll a Nagy Csillagok létrehozásának. 1050-ben az Elsőszülöttek ébredése Cuiviénen öblében. 1085-ben Oromë felfedezi a tündéket, és hogy biztosítsák védelmüket, rátámadnak Melkorra, aki ekkorra már elkészítette Utumno nevű erődítményét, és a foglyul ejtett tündékből orkok egész hadát hozta létre. 1099-ben Melkort láncra verik és rabként Valinorba viszik, de mivel Középfölde hemzseg a gonosz lényektől, a valák úgy határoznak, hogy a tündéket Halhatatlanföldre hívják. 1101-ben a Valák megkérik a tündéket, hogy jöjjenek Valinorba. Elindul a Nagy Utazás, melynek során Elwë, Ingwë és Finwë népe elindul Cuiviénenből. Itt történt meg a tündék első szakadása. Elwë, Ingwë és Finwë népe, rendre a telerek (utolsók), a vanyák (szép-tündék) és a noldák (nemestündék) elindultak, míg a vonakodók nem merészeltek elindulni, ők lettek az avárok. 1130-ban Elwë (később Thingol) találkozik Meliannal Nan Elmoth erdejében. A maia elbűvöli a tünde királyt, aki transzba esik. Az Elwëhez hű tündék nem mentek tovább, megálltak, leváltak a menettől. Ők lettek a Sindák, a szürke-tündék. A Ködhegységtől keletre ismét levált egy kisebb csoport, ők lettek a Nandák (akik visszafordultak). Közülük később többen Beleriandba mentek: ők lettek a Laiquendek, azaz zöld-tündék. 1133-ban a vanyák és a noldák megérkeznek Valinorba és megépítik birodalmaikat. 1179-ben megszületik Fëanor, Finwë első gyermeke. 1400-ban Melkor feltételesen visszakapja szabadságát. 1450-ben Fëanor elkészíti a szilmarilokat, három ékkövet, melyekbe a Fák Fényét zárta. 1495-ben, miután Morgoth tudomást szerzett a szilmarilok létezéséről, szövetséget kötött Ungolianttal. Elpusztították a Fákat, és ellopták az ékköveket. Valinor homályba borult. A noldák ekkor fellázadtak, és megfogadták, hogy véres bosszút állnak a tolvajon, és a valák tilalma ellenére elindultak vissza Középföldére. 1500-ban a Fák Halott vázánál a valák mély csöndben álltak, csak Nienna énekelt és sírt. S ennek hatására az egyik fa egy virágot, a másik pedig egy gyümölcsöt hozott. Telperion virága lett a Hold, Laurelin gyümölcse pedig a Nap.

### A Nagy Menetelés
Az első csatát követően a valák hosszú korszakokon keresztül éltek békességben a Két Fa fényében. És nem tudtak arról, hogy eközben Melkor erősséget épít távol Középfölde északi szegletében. Ám Ilúvatar látomást bocsátott Yavanna istenasszonyra. Látta, hogy a Gyermekek lassan eljönnek, és látta Melkor munkásságát. Ekkor Varda megteremtette a csillagokat, s amint végzett, a tündék felébredtek Cuiviénen öblében. Oromë talált rájuk egy vadászata során. Ám nem ő volt az első, aki meglátta őket. Melkor megelőzte. Tündéket csalt tőrbe, és hosszas kínzás és csonkítás után létrehozta az orkok szörnyű népét. Oromë visszatért a valák földjére, és értesítette az isteneket, akik megrohamozták Melkor erődítményét, Utumnot és foglyul ejtették a gonoszt. Három koron keresztül fogságban tartották. Mindeközben a valák megkérték a tündéket, jöjjenek el az országukba, mert nem tartották elég biztonságosnak Középföldét. Három követ ment először Halhatatlanföldre: Ingwë, Finwë és Elwë voltak ezek, akik később királyok lettek. Mikor visszatértek beszámoltak útjukról és azt javasolták, menjenek oda. Ekkor történt a tündék első szakadása. Mert sokan hallgattak szavukra, de voltak jó páran, akik megtagadták a parancsot. A legkisebb és legelső sereget Ingwë vezette. Az ő népe a vanyák, a szép-tündék. Őket követték a noldák, a bölcsek, Finwë népe. Utoljára ment a legnagyobb sereg, s őket telereknek nevezik, mert késlekedtek a úton. A Nagy Utazás tehát megkezdődött, és elég sokáig tartott. Sokan indultak el, ám útközben sokan leváltak a menetről. Először is voltak, akik el sem indultak, ők az avarok, vagyis a vonakodók. Voltak, akik elhagyták a menetet a Ködhegységtől keletre: ők a nandák, akik közül később többen Beleriandba mentek, ők a Laiquendek. Voltak, akik Beleriand zöld dombjain maradtak, őket nevezik sindáknak, azaz szürke-tündéknek. Elwë gyakran kereste fel Finwët, és egyik ilyen útja közben eljutott Nan Elmoth erdejének szívébe, és ott meghallotta Melian énekét. Melian maia volt a valák fajából. Nem volt nála szépségesebb, sem bölcsebb. És ekkor Elwë mély álomba merült, és népe hiába kereste. Olwë lett a király és vezette tovább a népet. Ám voltak, akik nem mentek el Elwë nélkül. Később Elwë nagy király lett, az ő elda népe lakta egész Beleriandot, sindáknak hívták őket, őt pedig Szürkeköpenyes Thigolnak és Melian volt az ő királynéja. Királysága Menegrothban, az Ezer Barlangban állt, Doriath földjén. Idővel a vanyák és a noldák seregei az Innenső Föld legnyugatibb partjaira értek. Ekkor Ulmo, a vizek istene eloldozott egy szigetet, s a tündék felszálltak rá és beléptek Valinorba. A telerek csak később voltak hajlandóak felszállni a szigetre, és ők nem is akartak Halhatatlanföldön élni, csak a közelében. Így a szigetet a partok közelében Ulmo megállította, és azok megépítették fényűző városukat, Tiriont. Finwë volt a noldák királya. Első felesége Míriel volt, és ő megszülte neki Fëanort. Ám a nő belehalt a szülésbe, és így Finwë újranősült. Hitvese Indis, két fiúval ajándékozta meg Fingolfinnal és Finarfinnal.
Fëanor volt a legügyesebb szavú, és -kezű tünde. Felesége Nerdanel volt, aki hét fiút szült neki: Maedhros, Maglor, Celegorm, Caranthir, Curufin, Amrod, Amras. Fingolfin fia volt Fingon, Turgon és húguk Aredhel. Finarfin fiai a következők voltak; Finrod, Orodreth, Angrod és Aegnor és egyetlen lánya Galadriel. Ám Fëanor gyűlölte mostohatestvéreit.
Valinor delelője a végéhez közeledett, hiszen Melkor büntetésének ideje lejárt. Azt színlelte, hogy megváltozott, de ez csöppet sem volt így.
Mindeközben Fëanor titkos munkába kezdett. Létrehozott három ékkövet, amelyek a Két Fa fényét szórták magukból. Aman minden lakosa ámulattal és örömmel szemlélte művét. És Varda megáldotta, tisztátalan kéz nem érhet hozzá anélkül, hogy meg ne perzselődne. És Mandos megjósolta, hogy Arda sorsa – Földé, Vízé, Levegőé – beléjük van zárva. Ám Melkor megkívánta ezeket. Viszályt szított Fëanor és mostohatestvérei között, amelynek következménye az lett, hogy Fëanor kardot szegezett Fingolfin torkához, és ezért száműzték. Magával vitte a szilmarilokat, és az apja is vele tartott. És Melkor megszökött, szövetségre lépett az Ungoliant nevű óriáspókkal.
Valinor földjein ünnepeltek, Eru dicséretére. Mindenki ott volt, még Fëanor is, akit Manwë paranccsal kényszerítette. Ám Finwë nem jött el. Fëanor megtagadta a szilmarilok látását mindenkitől, ezért el sem hozta az ünnepségre. Mikor Fëanor és Fingolfin békejobbot nyújtottak egymásnak, megjelent Melkor és Ungoliant.

### A noldák futása
„…és Melkor fölhágott a dombra, s fekete lándzsáját a Fák szívéig döfte, mély sebet ejtett rajtuk, s azok nedve akár a vér ömlött a földre. Ungoliant pedig fölnyalta a nedvet, azután előbb az egyik, majd a másik Fába ütötte fekete csőrét, s kiszívta a maradék nedvet, s közben a testében lakozó halált a Fákba fecskendezte, s azoknak elsorvadt a gyökere, levele, ága, s a Fák meghaltak… és Ungoliant… oly hatalmassá és ocsmánnyá dagadt, hogy immár Melkor is félt tőle.” Valinor homályba borult. Melkor kedvére távozott, s bosszúját beteljesítette. A Fákat többé nem lehetett életre kelteni, fényük csupán a szilmarilokban élt tovább. És Yavanna megkérte Fëanort, hogy hozza ide őket, hiszen azzal talán még fel lehetne éleszteni őket. Ám Fëanor nemet mondott: „…ha bajuk esik, megszakad a szívem, és elpusztulok, elsőként az eldák között Amanban.” És Mandos megjegyezte: „Nem az elsőként”, de szavait nem értették. Ekkor követek jöttek Fëanor házából, azzal a hírrel, hogy Melkor betört hozzájuk, megölte Finwét, a noldák királyát, és elrabolta a szilmarilokat is. Fëanor kétségbeesett és fájdalma hatalmas volt. Így szólt: „Miért, ó, noldák népe, miért szolgálnánk tovább az irigy valákat, akik sem minket, de még önnön birodalmukat sem tudják megvédeni az Ellenségtől? Aki ugyan most éppen az ellenségük, ám mégis egy fajta velük… A bosszúvágy űz el innen, ám ha nem így lenne is, akkor sem laknék többé azokkal, akiknek fajtájából való apám gyilkosa, kincseim elrablója. Ám nem én vagyok az egyetlen vitéz ebben a vitéz népben. S nem vesztettétek-e el valamennyien a királyotokat?
…Jöjjetek! Csak a gyávák maradjanak ebben a városban. A vége szép lesz, ha az út hosszú és nehéz is! Mondjatok búcsút a rabságnak!” S akkor Fëanor és fiai rettenetes esküt tettek: bosszúval és gyűlölettel fognak üldözni a világ végezetéig bárki valát, démont, tündét vagy még meg sem született embert, bármilyen lényt, lett légyen az nagy vagy kicsiny, jó vagy rossz, szülessen a világra bármikor az idők végezetéig, ha az magánál mer tartani vagy őrizni egy szilmarilt. A lázadók között egyetlen nő volt, Galadriel. És a Noldák Futása megkezdődött. Elindultak vissza Középföldére. Első állomásuk Alqualondë volt. Ám az ott élő tündék, akik hatalmas és erős hajókat építettek, nem voltak hajlandóak kisegíteni őket. Olwë volt ott az úr és ő bár barátként nézett Fëanorra, mégis szerinte a barát dolga, hogy szemére vesse barátjának, ha ostobaságot akar elkövetni. Harc tört ki, és Fëanor serege sok mindenkit megölt, megszerezték a hajókat, és ezt a tettet nevezik az alqualondei testvérmészárlásnak. Ekkor egy alak jelent meg, erős hangot hallottak. Megtorpantak és némán álltak. Az árnyalak – sokak szerint Mandos volt – kijelentette a Noldák Végzetét:
„Megszámlálhatatlan könnyet fogtok ontani, s a valák elzárják előttetek Valinort, titeket kirekesztenek, még siralmatok visszhangja sem jut át a hegyeken. Fëanor házát a valák haragja sújtja nyugattól a legtávolabbi keletig, s ez áll mindazokra, akik követik őket. Esküjük hajszolni fogja őket, de el is árulja, s mindig elorozza előlük a kincset, amelynek üldözésére felesküdtek. Rosszra fordul minden, amit jól kezdenek, s ennek a testvérárulás s az árulástól való félelem lesz az oka. Mindörökre Kisemmizettek lesztek. Jogtalanul ontottatok testvéri vért, és beszennyeztétek Aman földjét. A vérért vérrel fogtok fizetni, s Amanon kívül a Halál árnyékában éltek majd. Mert bár Eru úgy rendelte, hogy meg ne haljatok Eán, s betegség meg ne támadjon, titeket is el lehet pusztítani, és el is fognak pusztítani: fegyverrel és kínzással és bánattal, s hazátlan szellemetek akkor Mandoshoz megy. Sokáig lakoztok majd ott, és vágyakoztok testetek után, s nemigen számíthattok irgalomra akkor sem, ha mindazok könyörögnek értetek, akiket lemészároltatok. Akik pedig Középföldén megélnek, és nem mennek Mandoshoz, belefáradnak a világ hatalmas terhébe, elalszanak, s a bűnbánat árnyai lesznek a később érkező, fiatalabb faj előtt..
A valák szóltak.”
Finarfin visszafordult, és ő lett az Áldott Birodalomban maradt noldák királya. A noldák elértek Arda legészakibb részére, és ott látták maguk előtt a Helcaraxe tengerszorost, a csikorgó jegektől zajos egyetlen útvonalat Középföldére. Vagy ezen vágnak át, vagy hajón, de a hajóból kevés volt. Fëanor és fiai elfoglalták az összes hajót észrevétlenül, népüket felszállították rájuk és elindultak, Fingolfint Amanban hagyták. És amint partra szálltak a hajókat felégették. Ezt a tettét nevezik a losgarni hajóégetésnek. Fingolfin látta, hogy Fëanor arra kárhoztatta, hogy elpusztuljon Amanban. Fingolfin maga a fiai és Finrod meg Galadriel vezetésével elmerészkedtek a legkegyetlenebb északra, s minthogy már utat nem leltek a Helcaraxe iszonyatával, s a kegyetlen jéghegyeknek.
Mindeközben a sindák óriási birodalmat építettek ki Doriath néven Beleriand szívében. Megjelentek az első törpök, akikkel kereskedelmet folytattak.
A valák eközben siratták a Fákat, a noldákat. Nienna könnyeinek, és Yavanna énekének hatására Laurelin egy aranygyümölcsöt, Telperion pedig egy ezüstvirágot nyílott. Ezeket Yavanna magához vette, s akkor a Fák végleg meghaltak. A virágnak és a gyümölcsnek tartót készítettek és Varda egy meghatározott pályára tette őket a Föld körül. Fénylő Isilnek nevezték a régi kor tündéi a Holdat, s Tűzarany Anarnak a Napot. Ám sem a Nap, sem a Hold nem képes megidézni a hajdanvolt fényt, amit a Fák Ungoliant mérgétől mocsoktalanul sugároztak. Az a fény csupán a szilmarilokban él.
A leányzó, akit a maiák közül a valák kiválasztottak, hogy a Nap kocsiját hajtsa, Arien volt, a Hold szigetét pedig Tilion kormányozta. Eredetileg a két járműnek örökké kellett volna az eget járnia, ám nem egyszerre, az egyik akkor induljon keletről, amikor a másik nyugatról. De ezzel az álom és a pihenés száműzve lettek a Földről, és megváltoztatták az útjukat. Morgoth gyűlölte az új fényeket.
A Nap első fölkeltekor felébredtek Ilúvatar ifjabb Gyermekei, az emberek Hildórien földjén. És mivel a Nap nyugaton kelt fel, az emberek arrafelé indultak el. Ekkor történt, hogy Fëanor noldái partot értek Losgarnál. Ahogy elérték Mithrimet, azonnal rájuk támadt Morgoth harmadik serege.
Ez a csata volt a második, a Dagor-nuin-Giliath, Csata a csillagok alatt. Morgoth alábecsülte a noldák erejét. Hiába rendelte északra az akkor éppen Falast ostromló orkokat, serege vereséget szenvedett. Fingolfin érkezése, akinek sikerült átgázolnia a Zajló Jégen, és a Nap első felkelte visszahúzódásra kényszeríttette Morgoth seregét. Fëanort megölte Gothmog, a balrogok ura. Így ért véget a legnagyobb nolda.

## Az első kor kronológiája
1-ben az első noldák visszatérnek Középföldére. Az első emberek felébrednek Hildórien öblében. A tündék megkezdik hosszú harcukat Morgothtal. 75-ben Angband ostroma. Megkezdődik a Dagor-nuin-Giliath, azaz a csata a csillagok alatt. Tíz napon át tartott. A csata során a tündék könnyűszerrel öldösték az orkokat, de Fëanor meghalt. Végül a tündék győztek. 100-ban megalakul Nargothrond, Finrod nolda királysága Nyugat-Beleriandban, valamint a hozzá tartozó föld alatti erődpalota a Narog nyugati partján lévő barlangokban. 126-ban Gondolin elkészülte. Tünde város és királyság Tumladen rejtett völgyében. Turgon építette. Az Echoriath-hegy veszi körül. Egy jól őrzött átjárója van. A város fehér kőből épült. 345-ben Aredhel és Maeglin visszatér Gondolinba, miután Aredhel megszökött férjétől. A nő fiát akarta visszavinni szülővárosába. 443-ban megközelítően Beren születése. 455-ben Fingolfin elesik a Morgoth elleni ütközetben. 463-ban Túrin születése. Beren és Lúthien első találkozása. 468-ban Finrod és Beren Szauron fogságába esik. Finrod meghal, de Berent kiszabadítja Lúthien. 471-ben Fingont megöli Gothmog, a balrogok ura. Morgoth foglyul ejti Húrint, az emberek seregének egy vezérét, 28 éven át kínozza és tétlenül kellett szemlélnie a világ eseményeit. Tuor születése. 495-ben Nargothrond bukása. 502-ben Beren és Lúthien halála. 503-ban Törpök megölik Thingolt. Melian elhagyja Beleriandot. 510-ben Gondolin bukása és Turgon halála. Glorfindel megöl egy balrogot, s ő is meghal. Tour, Idril és Earendil elmenekül. 575-ben Earendil Valinorba érkezése (kb.) 583-ban a Bosszú Csatája. A szilmarilok elvesznek. Beleriand elpusztul és Morgothot legyőzték.

## Beleriand birodalmai
A noldák ekkor védelmi állásokat építettek ki: Fingolfin Hithlumban, hogy tartsa Barad Eithelt és védje Ered Wethrin keleti hágóit; Finrod Tol Sirionban, hogy őrizze Sirion hágóját, Aegnor Angrodban, és Dorthonion északi lejtőin. Fëanor fiai Dorthonion és az Ered Luin közötti dombokra és hágókra felügyeltek. Fingolfin és Maedhros lovasai Ard-galent és Lothlannt őrizték.
Ám a sindák, köztük Thingol királlyal nem nézték jó szemmel, hogy a sok birodalomra éhes herceg sorban birodalmat alapít. A noldák hercegei közül csupán a Finarfin házából származók léphettek Doriath földjére, hiszen ők közeli rokonai voltak magának Thingol királynak, mivel anyjuk Alqualondei Earwen, Olwë lánya volt. Finrod viszont jóban volt Thingol királlyal, és az mesélt neki a Narog folyó mély torkolatáról, meg a meredek nyugati partján lévő barlangokról, s Finrod útra kelt és megépítette saját városát Nargothrondot. Galadriel Doriathban maradt, hiszen itt élt Celeborn, Thingol rokona és kettejük közt nagy volt a szerelem.
Turgon előtt megjelent Ulmo, a vizek ura és megparancsolta, hogy menjen egyedül Sirion folyó völgyébe, és Turgon ment. Megtalálta Tumladen rejtett völgyét és tervezni kezdett egy várost Tirion mintájára.
Az Első Kor 60. éve körül Morgoth újabb támadást indított, elfoglalta a Sirion hágóját és a Maglor-hasadékot, majd Dorthonion ellen indította fő seregét. A tündék azonban felkészülten várták.
A Beleriandban portyázó orkokat levadászták, Fingolfin és Maedhros pedig két oldalról rontott rá Morgoth fő hadtestére. Ez az Ard-galenen vívott csata volt a harmadik, Dagor Aglareb, a Dicsőség csatája. Morgoth erősíteni kezdte seregét és kastélyát, Thangorodrimot. És 200 évvel ez után megjelent Glaurung, az első sárkány.
Időközben Turgon megépítette városát a Rejtett Birodalmat, Gondolint. Ulmo figyelmeztette Turgont, hogy rá is vonatkozik Mandos átka, és árulás ütheti fel a fejét falai között. Ha ez tényleg megtörténik Nevrastból érkezik majd valaki a figyelmeztetésedre. Ezért hagyjon Nevrastban egy kardot és páncélt. És Turgon úgy is tett.

## Aredhel tragédiája
Aredhel a Noldák Fehér Hölgye, Fingolfin leánya Nevrastban élt fivérével, Turgonnal és a Rejtett Királyságba is vele ment. 200 évig élt ott, de szíve nem bírta a bezártságot, engedélyt kért bátyjától, had mehessen el. Az engedélyt megkapta és Nan Elmoth erdejében eltévedt. Itt találkozott Eöllal, aki Thingol rokona volt. Feleségül vette és született egy fiuk, Maeglin. Ahogy a fiú felcseperedett édesanyja sok mindent mesélt Gondolinról. A fiú erős vágyat érzett Gondolin felé, és mikor apja egy napon nem volt otthon, Aredhel kíséretében elszöktek. Ám Eöl korábban jött vissza, mint hitték, és a nyomukba eredt. Mikor megérkeztek Turgon örömmel fogadta halottnak vélt húgát, és unokaöccsét. És Maeglin ezen a napon beleszeretett Idrilbe, a király lányába.
Örömük nem tartott sokáig ugyanis a kapuőrök behozták Eölt. Nagy vita alakult ki, mert Eöl menni szeretett volna, de ezt Turgon törvényei tiltják. Ekkor Eöl egy dárdát hajított fia felé, de Aredhel elévetette magát, és testével óvta meg fiát. A seb nem volt mély, de a dárda mérgezett volt, így Aredhel az éjszaka folyamán meghalt. Ezért Turgon nem kegyelmezett Eölön. Elvezették a Caragdûrra, a fekete sziklacsúcsra Gondolin dombjának északi oldalán, hogy ott taszítsák le a város magas faláról. Halála előtt Eöl megátkozta fiát: „Elhagyod tehát apádat és fajtádat, átokban fogant fiú! Itt csalatkozz meg minden reményben, és itt halj meg ugyanolyan halált, amilyet én!” Ám Idril zavart lett, és nem bízott rokonában. Szerelmét nem viszonozta, és Maeglin szívében a szerelem sötétséggé változott.

## Az idő sodrában
Az emberek ezen idő alatt Beor vezetésével átkeltek a Kék hegységen. Először Finrod fedezte fel őket, akit aztán azok elneveztek Felagundnak. Majd megjöttek a haladok Haldad vezetésével, majd Marach népe. Saját kis szövetségeket hoztak létre, szerte Beleriandban. Sokan barátságban éltek a tündékkel, mint például Hador a Harmadik Házból. Akinek nemzetsége igen csak neves, bár ezek a nevek csak később fordulnak elő. Hador fia volt Galdor és Gundor, Galdor fiai meg Hurin és Huor, és Hurin fia volt Túrin, Glaurung végzete, és Hour fia Tour volt, az Áldott Earendil apja. Szintén nagy nevek szerepelnek Bregor az Első Ház nagy emberének leszármazottjaiként. Bregor fia Bregolas és Barahir voltak; Bregolas két fia Baragund és Belegund volt. Baragund lánya volt Morwen, Túrin anyja, Belegund lánya pedig Rían, Tour anyja. Barahir fia volt a Félkezű Beren, aki elnyerte Thingol lányának, Lúthiennek a szerelmét, s aki visszatért a halálból, tőlük lett a világra Elwing, Earendil asszonya, s utánuk Númenor valamennyi királya. Ám mindannyian belegabalyodtak a noldák végzetének hálójába.
De beköszöntött a tél ideje, és Morgoth támadásba lendült. Morgoth összegyűjtötte seregeit, kitenyésztette szörnyeit, és még jobban marokra szorította Eriadort.
A tündék szövetséget kötöttek az emberekkel, és megerősítették védelmi vonalaikat. 455 telén Morgoth lángokat zúdított Ard-galenre. Mindent elpusztított.
A tűztámadás Dorthorionra is kiterjedt, a lángok megölték vagy megfutamították a nolda lovasságot. Ezután megkezdődött a negyedik csata, a Dagor Bragollach.
Az Ered Wethrin és Sirion hágója a tündéké maradt, de a dorthonioni emberekkel együtt megtizedelődtek, így Morgoth elfoglalhatta a fennsíkot. Barahir hősiessége hiábavalónak bizonyult. Keleten Maedhros még ekkor is tartotta Aglont és Himringet. Aegnor, Bregolas és Angrod elesett.
Fingolfin látta, hogy a noldák minden fronton vereséget szenvedtek, erőt vett rajta a kétségbeesés és düh. Elment Morgoth fellegvárába, Angbandba, ahol aztán párbajra hívta ki Morgothot. Hétszer sebesítette meg ellenfelét, de végül vesztett. Grond, az alvilág pörölye ellen a kardja, Ringil mit sem ért.
Az emberek helyzete is kétségessé vált. Barahir felesége Emeldir összegyűjtötte az összes megmaradt asszonyt és gyermeket, és elvezette őket Brethilbe. Ott néhányukat befogadták, ám mások továbbmentek Dór-lóminba, s ezek között volt Rían, Morwen. Ám soha többé nem látták viszont a férfiakat, akiket odahagytak. Azokat sorra legyilkolták, míg végül csak 12 maradt: Barahir, Beren, Baragund, Belagund, Radhruin, Dairuin, Dagnir, Ragnor, Gildor, Gorlim, Arthad, Urthel, Hathaldir.
Eközben más emberek, Húrin és Hour eljutott Ulmo akaratából Gondolin rejtett birodalmába. Ám az idő előrehaladtával szerettek volna az övéik mellett harcolni, s megesküdtek, hogy nem árulják el a titkot. Turgon, Gondolin ura a két ember távozása után hajókat építtetett és Valinorba küldte őket, hogy kérjenek segítséget. Ám a tenger vad volt és végtelen, s Valinor rejtve volt. Így a követek vagy meghaltak, vagy későn jöttek vissza, és Gondolin végzete egyre közeledett.
Az ezt követő néhány évben Morgoth megpróbálta megszilárdítani hatalmát a megszerzett területeken. Szauron 457-ben elfoglalta Tol Siriont. Bár tíz évvel később elűzték onnan, a Hágó gyakorlatilag őrizetlen maradt. Barahir 460-ban megkövetkezett halála után egyedül Beren hódíthatta volna meg Dorthoniont, ám 464-ben ő is elmenekült.

## Beren és Lúthien
A sok háború között akad szép, bár szomorú történet is: Beren és Lúthien története. Beren botladozva ért Thingol királyságába, amit ekkor már egy varázsfal védett, Melian Öve. És itt megpillantotta Lúthient, Thingol és Melian lányát. Sorsuk megpecsételődött, egymásba szerettek: egy ember és egy tünde. Egy napon Thingol elé mentek. Thingol alacsonyabb rendűnek nevezte, meg Morgoth kémjének és rabszolgájának. Mire Beren így szólt: „Halállal sújthatsz, kiérdemelt vagy érdemtelen halállal, de te sem nevezhetsz alacsonyrendűnek, sem kémnek, sem rabszolgának. Felagund (Finrod egyik neve) gyűrűjére, amelyet ő adott apámnak, Barahirnak észak nagy csataterén, a hazám nem érdemel ilyen nevet senki tündétől, király vagy sem.”
Olyan volt a gyűrű, mint két kígyó, s a szemük smaragd, s a fejük aranyvirágok alatt találkozik, amelyet az egyik kígyó emelt, a másik éppen bekapni készült.
S erre Thingol megígérte, hogy nekiadja a lányát, egy szilmarilért cserébe. És ő így kovácsolta ki Doriath végzetét, így keveredett bele Mandos átkába.
Beren első útja Felagundhoz vezette, aki még Barahirnak tett esküje miatt segítenie kellene Berent, ám ő is letette még az istenek földjén Fëanor esküjét.
Celegorm és Curufin figyelmeztette is erre, a két fiút utolérte Mandos átka, hiszen arra gondoltak, hogy megszerzik Nargothrond trónját. Felagund látta, hogy elfordultak tőle és maga mondott le a trónról, fivére Orodreth javára. Elindultak, ám csakhamar elfogták őket, és Szauron elé kerültek, tömlöcbe vetették őket. És ezt Lúthien megérezte, megszökött Doriathból. Ám nem jutott messzire, hiszen Celegorm és Curufin ugyanarra vadászott, ahol épp ő járt. Huan Celegorm vadászkutyája, aki még az Áldott Birodalomból jött vele, és magától Orométől kapta, ő vitte Lúthient Celegorm és Curufin elé. A lány naivan örült nekik, Celegorm pedig beleszeretett. Visszatértek Nargothrondba, és fogságban tartották. De Huan, a hűséges kutya megkedvelte Lúthient és tervet eszelt ki Lúthien megmentésére. Életében háromszor beszélhetett, itt beszélt először. Megszöktette a lányt. Beren és Felagund pedig Szauron börtönében várta a halált. És az el is jött egy nagy farkas képében. Felagund megölte a farkast, ám ő is meghalt. Ekkor jött Lúthien és megmentette szerelmét Huan segítségével. A kutya sorban gyilkolta meg azokat a farkasokat, akiket Szauron küldött ellenük. Szauron rájött, hogy ez a kutya Huan, és tudta milyen sors rendeltetett Valinor ebének. Visszatértek és ott megküzdöttek Celegormmal és Curufinnal. Majd Beren titokban, egyedül folytatta küldetését. Ám Huan és Lúthien utána jött és immár együtt folytatták útjukat, és Huan itt szólt harmadszor. 
Megjártak minden veszély, s eljutottak a rettegett völgybe, Angband kapuja elé. Ott őrködött Carcharoth, a világ legnagyobb farkasa. Lúthien parancsára elaludt, így akadály nélkül be tudtak jutni Morgoth trónusa elé. Beren a Sötét Úr trónusához osont, míg Lúthien olyan dalt dalolt Morgothnak, amitől vakság kerítette hatalmába. Beren megszerezte az egyik szilmarilt, és a kő tűrte Beren érintését. Morgoth felébredt, a szerelmesek menekültek kifelé, ám a kapuban ott várt rájuk Carcharoth ébren. Beren hogy védje Lúthient a szilmarilt lengette kezében, és a farkas csuklóból leharapta a férfi kezét, az ékszerrel együtt. Ám a farkas gonosz volt, így belülről égette a kő, megtébolyult. Beren elájult, Lúthien tehetetlen volt, s az orkok serege közeledett feléjük. Ám Thorondor, a kőszáli sasok ura, felkapta őket és elvitte őket Doriathba. Beren lelke a halál határán bolyongott, aztán egyszer csak felébredt. Doriathban éltek, amire ekkortájt rossz idő járt. Thingol miután meghallgatta a történetet Berennek adta lánya kezét. Boldogságuk nem tarthatott sokáig, Carcharoth Doriath felé tartott. A tébolyult állat megtámadt mindenkit, aki útjába állt. Beren, Thingol és a király katonái elébe kerültek. Carcharoth a királyra támadt, de Beren eléugrott egy lándzsával. A farkas a fiút a földre terített és a mellkasába mart. Ebben a pillanatban jelent meg Huan, aki vad csata során megölte a szörnyet, de maga is belehalt, hisz sorsa az volt, hogy Középfölde legnagyobb farkasa által haljon meg. És Beren is meghalt. Lúthien belehalt a bánatba. És lelke Mandos csarnokába került, ahol énekelt a Halál istenének. Mandosban szánalom ébredt, aki sem korábban, sem az óta nem érzett szánalmat. Manwë választás elé állította a tündelányt. Vagy a többi valinori tünde között él Beren nélkül, vagy halandó lesz és visszatér Berennel Középföldére. Ez utóbbi mellett döntött.
Azt mondják, Beren és Lúthien visszatértek Középföldére és a lány felkereste az apját, aki megvigasztalódott. De Melian a lány szeméből kiolvasta belőle a végzetet, amely túlmutat a világ végén is, és Melian szörnyen bánatos lett. Egy gyermekük született, Dior Aranel.

## Nirnaeth Arnoediad
És ezután kitört Beleriand háborúinak legborzalmasabb csatája, Nirnaeth Arnoediad, azaz a Megszámlálhatatlan Könnyek Csatája. Az Első Kor 473-dik évében tört ki. Morgoth seregeit Gothmog, a balrog és Glaurung, a sárkány vezette. Az ütközet elején Morgoth felvonul Maedhros Szövetségének nyugati serege ellen, amelyet Fingon vezetett. Gwindor, aki tombolt fivére megcsonkítása és halála miatt, a tervvel mit sem törődve, Eithel Sirionnál előrenyomult, és a nyugati sereg zömével a nyomában, három nap alatt Angband kapujáig zavarta Morgoth seregeit. Ekkor, a csata negyedik napján kezdődött el az az ütközet, amit ezen a néven ismernek. Morgoth – Thangorodrim titkos kapuin keresztül – hatalmas sereget vezényelt ki, amely két napig tartó harc után visszavonulásra kényszerítette Fingont. A Haldír által vezetett csapat, a hátvéd, megtizedelődött, és a második este Fingont bekerítették az orkok. Éjszaka elkeseredett harc folyt. Fingon Turgontól kapott segítséget. Közben a Szövetség keleti serege – Maedhros vezetésével – hamis jelentések miatt késlekedni kényszerült, de végül megérkezett, és hátba támadta az orkokat. Morgoth ekkor kivezényelte balrogjait, farkasait és sárkányait. Ezek a lények Maedhros jobb szárnyát támadták meg, így a Szövetség két serege nem egyesülhetett. Az erőviszonyok ekkor kiegyensúlyozottá váltak – egészen addig, amíg Ulfang keletlakói hátba támadták a Szövetség keleti seregét. A három oldalról megtámadott Szövetség képtelen volt ellenállni a sárkányok rohamának, csak Belegost törpjei tartottak ki Azaghâl vezetésével. Ekkor Morgoth serege rávetette magát a Szövetség nyugati egységére. Fingont ismét körülvették, csapatait megsemmisítették. Húrin és Huor visszavonult a Serech-mocsárba. Annak érdekében, hogy Turgon és harcosai is elhagyhassák a csatateret, az edánok visszahúzódtak Rivil mögé. A küzdelmet egyedül Húrin élte túl, de ő is Gothmog fogságába esett. A Csata végkifejlete az lett, hogy Morgoth akadálytalanul bevonulhatott Beleriandba. Nyugaton, mivel megsemmisültek a hithlumi edán és nolda erők, semmi sem fékezte Morgoth jobb szárnyát, Beleriand megnyílt az ellenség előtt.

## Narn i Hîn Húrin – Húrin gyermekeinek története
Rían, Belegund lánya, Galdor fia Hour felesége volt. Két hónappal azelőtt ment hozzá, hogy az elment fivérével, Húrinnal a Nirnaeth Arnoediadba. Amikor nem kapott hírt az uráról, a vadonba menekült, s megszülte fiát, Tuort, akit a szürke-tündék neveltek fel, hiszen a nő meghalt nem sokkal a szülés után.
Baragund lánya Morwen Húrinnak, Dór-lómin urának volt az asszonya, s a fiuk, Túrin abban az évben született, amelyben Beren megpillantotta Lúthient. Volt egy lányuk is, akit Lalaithnak neveztek. Ám amikor a kislány hároméves lett a szél valami kórságot hozott magával, és Lalaith meghalt. A Nirnaeth Arnoediad után Morwen még mindig Dor-lóminban lakozott, mivel Túrin még csak nyolcéves volt. Mivel a keletlakók fenyegették az ott élőket Morwen úgy gondolta, hogy elküldi fiát Thingol királyhoz, hiszen Beren rokonságban állt Morwen apjával. Thingol nevelőapja lett Túrinnak, aki szép és erős ifjúvá serdült Doriathban. Időközben Morwennak született még egy kislánya, akinek a Nienor (Gyász) nevet adta.
Egy félreértés miatt Túrin elmenekült Menegrothból. Beleg indult Túrin keresésére, Thingol parancsára. Beleg meg is találta, de addigra Túrin a zsiványok fejedelme lett, nem volt hajlandó visszatérni a tündék közé. Thingol később megengedte, hogy Beleg Túrin mellett legyen és vigyázzon rá, sőt még kardot is adott Belegnek, a kard neve Anglachel. Anglachel egy meteoritikus vasból készült kard volt, párja Anguirel. Melian amikor megpillantotta a kardot, így szólt: „Gonoszság lakik ebben a kardban. A kovács sötét szíve még mindig benne él. Nem fogja szeretni a kezet, amelyet szolgál.” És Beleg elindult.
Túrin pedig eközben foglyul ejtett egy törpöt, akit Mîmnek hívtak. Elmondta, hogy ő az Amon Rûdh dombján lakik. A törp parancsszóra elvezette őket otthonába, ahol Mîm fia, Khîm holtan feküdt. Kiderült, hogy Túrin lőtte le, és ezért Amon Rûdh rejtett barlangjaiba kellett maradnia. A törp összebarátkozott Túrinnal. Ám Morgoth ereje ismét megmozdult és sorra foglalta el Beleriand területeit. És az Amon Rûdh dombot hamarosan kémek vették körül. Mîmet elfogták, aki elárulta a rejtett várost és ezzel együtt Túrint is. Túrint elfogták. Mîm elbújt és nagy sokára bújt csal elő. És látta, hogy az ott heverők közül nem mindenki halott, mert volt, aki visszanézett rá, és ő volt Beleg. Megpróbálta megölni a törpöt, de az elmenekült.
Ő viszont nagy sokára meggyógyult. Rájött, hogy Túrin még él és elindult megkeresni. Útközben találkozott a már-már félig holt Gwindorral és vele folytatta tovább az útját.
Sikerült az eszméletlen Túrint kimenteni, és egy bokor mögé rejtették, hogy bilincseit feltörjék. A sors pedig azon a napon erősebb volt, mert a penge megcsúszott és megvágta Túrin lábát. Akkor Túrin hirtelen magához tért, és azt hitte az orkok kínozzák tovább, nagyot kiáltva felugrott, kikapta Beleg kezéből Anglachel kardját és megölte vele Beleget. És ekkor egy villámlás megvilágította a holttestet és Túrin rájött mit tett. Gwindor csak hosszas könyörgéssel tudta rávenni Túrint, hogy jöjjön vele Nargothrondba. Mindeközben Túrin anyja, Morwen és leánya, Nienor elindult Doriathba, és ott közölték vele, hogy fia elszökött, de ők ott maradtak Thingol és Melian vendégeként. Majd nem soká két tünde érkezett Nargothrondba, Gelmir és Arminas. Ulmo üzenetét hozták, hogy nagy veszély fenyegeti Nargothrond városát.
Morgoth ismét mozgásba lendült. Glaurung, a nagy sárkány, átvágott Anfauglith sivatagán és Nargothrond felé vette az irányt. Nargothrond egész serege elpusztult és Gwindor is halálos sebet kapott halála előtt megkérte Túrint, hogy mentse meg szerelmét, Finduilast és figyelmeztette „Egyedül ő áll közted és a végzeted között. Ha őt megcsalod, végzeted csalhatatlanul rád talál.” Túrin pedig visszavágtatott Nargothrondba, de a sárkány előbb ért oda. És a foglyok között ott volt Finduilas, és Glaurung csak akkor eresztette be Túrint, amikor a lány sikolya elhalt. Nargothrond elesett. Túrin a sárkány gúnyolódása során megtudta, hogy anyja és húga Doriathba mentek, és odasietett. Útközben rájött, hogy bárhol is volt eddig, arra mindig bajt hozott, így Doriath biztonságában hagyta családját. Így visszafordult Finduilast kiszabadítani, de elkésett Finduilas meghalt. Túrin eszméletét vesztette, és egy bizonyos Dorlas nevű ember találta rá, aki magával vitte, és meggyógyította.
És Doriathba eljutott Húrin híre, hogy ott volt Nargothrond ostrománál. És Morwen ellovagolt egyedül a vadonba, hogy megkeresse a fiát. Thingol pedig utána küldte Mablungot sok kemény határőrrel, ám Nienornak maradást parancsoltak. Ám Nienor beöltözött Mablung egyik emberének, és ő is elment.
Mikor megtalálták a nőt, a lány felfedte kilétét. És Glaurung mindezt látván, belefeküdt a folyóba és az mérges gőzzé vált és elszakította a hölgyeket a katonáktól.
Nienor tekintete egy pillanatra találkozott a sárkányéval, és az feledést bocsátott rá, hogy ne tudjon emlékezni semmire. Mablung csapata vissza akart térni Doriathba, ám egy éjszakán orkok ütöttek rajtuk. És Morwen a lányával együtt eltűnt.
A lány menekült és meg sem állt egészen Finduilas sírjáig. Ott összerogyott és itt talált rá Túrin, aki nem ismerete fel húgát, hiszen még nem is látta. A Níniel nevet adták neki. Ahogy elhagyták Dimrostot, egy magasról alázúduló vízesést, Nienor reszketni kezdett, mert érzete ezen a helye fog beteljesedni sorsa. És három év múlva összeházasodott a két testvér. És az év tavaszán Níniel gyermeket fogant. Nem sokkal később Túrin elindult, hogy megölje Glaurungot. Nienor követte őt. Níniel a vízesés mellett állt, mikor a sárkány óriásit üvöltött, hiszen Túrin belevágta a kardját. Nienor féltette férjét, így odament.
Látta a sárkány és a férjét, mindkettő mozdulatlanul feküdt a földön. A sárkány halála előtt elmondta: „Üdv, Húrin lánya Nienor. Találkoztunk hát még egyszer a vég előtt. Örvendek, hogy végre megtaláltad a fivéredet. Most már ismered: ő az aki a sötétben támad orvul, megcsalja ellenségeit, hűtlen a barátaihoz, nemzetségének átka! Ám a legrosszabb tettét magadban érezheted.” És így kimúlt a sárkány, és Nienor mindenre újra emlékezett. Mikor rádöbbent az igazságra, levetette magát a vízesés tetejéről. Túrin magához tért a mély ájulásból, és mikor megtudta mi történt elmenekült. Így találkozott Mablunggal, aki elmesélte, hogy mi történt a anyjával és a húgával. Túrin a vízeséshez rohant, ott a földbe állította a kardját, és a hegyébe dőlt.
Így ért véget Túrin Turambar története, ám Morgoth nem aludt, s Hador házával még nem végzett. Bár Húrin ott volt a szeme előtt, Morwen pedig reményét vesztve vándorolt a vadonba. Húrin pedig tudott a világ eseményeiről, mert Morgoth beszámolt róluk, ám sok mindent eltorzított, és rossz fényben tüntette fel Thingolt és Meliant. Majd huszonnyolc év után Morgoth szabadon engedte Húrint. És a kőszáli sasok látták távozását és figyelmeztették Turgont, Gondolin urát. Elment gyermekei halálának színhelyére és ott találkozott feleségével, Morwennal, aki még aznap napnyugtakor meghalt. Ekkor magához szólította, átkozta Turgont, és ezzel akaratlanul is de elárulta Morgoth kémjeinek Gondolin pontos helyét. Eltemette asszonyát és elindult Nargothrondba, ahol most már Mîm lakott a sok kincs felett üldögélve.
És a Húrin bosszúja beteljesedett, megölte azt a törpöt, aki elárulta fiát. Nargothrond kincsei között, megkereste Nauglamírt, azt a nyakláncot, amit Finrodnak készítettek a törpök. Majd elment Doriathba, ahol Melian meggyógyította, és ő elvonult, hogy befejezze életét.

## Doriath bukása
Nauglamír Thingolhoz került, akit ezáltal megfertőzött a szilmarilok utáni vágy. És nem bírta megállni, hogy a Beren által megszerzett szilmaril ott nyugodjon kincstára mélyén. Ám ekkor még törpök jártak Doriathba, felfegyverezve, hogy védjék magukat az út során. Thingol parancsára a doriathi kovácsmesterek átalakították a Nauglamírt, és belefoglalták a szilmarilt. Az a vágy támadt bennük, hogy birtokolják a kincset. Ám ezt eltitkolták és vállalták az átalakítást. S Thingol egyedül járt le a kovácsműhelyekbe, hogy lássa a munkát. Egy ilyen alkalommal a törpök maguknak követelték a nyakláncot. Ám a király felszólította őket, hogy hagyják el országát, ekkor a kis törpök megölték a nagy Thingolt. És a törpök menekültek, de sokukat megölték.
Majd eljött a törpök bosszúhadjárata. Melian elment vissza a valák földjére. Beren és Lúthien is hírt kapott a történtekről. Beren a fiával Diorral (akinek már megszületett a kislánya Elwing) és sok zöld-tündével együtt az Ascar folyóhoz ment. Igen sok törpöt levágtak az első rohamnál. A nyaklánc Berenhez került. Dior Menegrothba, Doriath városába ment feleségével, Nimlothtal, fiaikkal, Eluréddel és Elurinnel, meg lányukkal Elwinggel. Majd egy ősz napon egy futár hozott Diornak egy ládikát, amiben a Nauglamír volt. Beren és Lúthien meghaltak. Ám Fëanor fiai megtámadták a várost és megölték Diort, és a feleségét. A kisfiaikat kitették az erdőbe, hogy éhezzenek. Így romboltatott le Doriath. Ám Elwinget a menekülők magukkal vitték és vele volt a szilmaril is.
Húrin fivére, Hour elesett még a Megszámlálhatatlan Könnyek Csatájában, ám felesége Rían gyermeket szült, még abban az évben. Ő volt Tour. Tour tizenhat éves volt, amikor egy keletlakó rabszolgája lett, három év könyörtelenség után megszökött. Négy évig bolyongott, mígnem Ulmo azt a parancsot adta neki, hogy titokban menjen Nevrastba. Tour engedelmeskedett. Ott megtalálta azt a kardot, és páncélt, amit négyszáz évvel korábban Turgon viselt és Ulmo parancsára ott hagyott. Magára öltötté és Gondolinba ment. A valáktól kapott egy árnyékköpenyt és egy társat: Vorowét. A városba érve átadta Ulmo üzenetét, és figyelmeztetését. Gondolinban maradt, és feleségül vette Idrilt, Turgon lányát. Ám még itt volt Maeglin is, aki szintén szerette a lányt. A következő év tavaszán megszületett gyermekük Earendil. És békében éltek, nem sejtették, hogy Morgoth tudomást szerzett Gondolinról, Húrin kiáltozásából. Ám Idril megérzet valamit, ezért egy titkos átjárót építtetett mélyen a hegy gyomrába. S Maeglin gyakran túlment a hegyeken, fémek után kutatva, s egy ilyen alkalomkor orkok ejtették foglyul. Aki az Idril után érzett bűnös vágy és Tour iránti gyűlölete hatására elárulta Gondolin pontos helyét.
Amikor Earendil hétéves volt, Morgoth készen állt, és Gondolinra eresztette balrogjait és orkjait és farkasait és Glaurung ivadékait. Túor meg akarta menteni Idrilt, ám Maeglin a hatalmába kerítette az asszonyt, és Earendilt, és Tour megvívott Maeglinnal a falakon, és lehajította, s Maeglint ott érte a halál, ahol egykoron apja meghalt. Idril és Tour összeszedték maradék népüket és elvezették őket az alagútba, amit Idril építtetett. Az alagút másik végén volt egy hágó, a Cirith Thoronath. Ám itt orkok és egy balrog támadt rájuk, és ekkor jött Thorondor, a sas. Glorfindel megölte a balrogot, de ő is meghalt, a sasok pedig a mélybe hajították az orkokat. És végül a menekültek eljutottak a Fűzfaföldre. Sokkal később pedig Tour feleségével hajóra szállt és átkelt a Messzi Nyugatra. Ő az egyetlen, aki helyt nyert az idősebb faj tagjai között.
Ragyogó Earendil volt aztán a menekültek ura, és ő asszonyául vette a szép Elwinget, aki két fiút szült neki, Elrondot és Elrost. Szíve szülei után húzták, és akart beszélni a valákkal, hogy szánják meg végre Középfölde szenvedéseit.
Círdan segítségével épített egy hajót, Vingilotot, a Habok Virágát. És még Earendil a vizeket járta Fëanor fiai, levelet küldet neki, amelyben a szilmarilt követelték. De Earendil felesége, Elwing nem volt hajlandó azt átadni. Így került sor arra, hogy harmadszorra tünde tündét öl. Círdan és Gil-galad hajói túlságosan későn érkeztek. Fëanor fiai közül ketten maradtak már: Maedhros és Maglor. Gil-galad megtudta, hogy Earendil fiait fogságba ejtették. Elwing pedig a szilmarillal a keblén a tengerbe vetette magát.
Ulmo pedig felhozta Elwinget a habokból, s nagy fehér madárrá változtatta, aki aztán megtalálta szerelmét. Féltették fiaikat, de hiába, mert Maglor megszerette őket. Earendil ismét megfordult, és nem tért haza soha. Hajójuk végül a szilmaril erejével kikötött Valinor partjain és Earendil elindult a valák színe elé. Először Eonwével találkoztak, aki aztán elvezette őt az istenek elé, és ott Earendil átadta a Két Nemzetség Üzenetét. Bocsánatot kért a noldáknak és szánalmat. Akkor egy kisebb szópárbaj alakult ki az istenek között, aminek Manwë vetett véget, aki kijelentette, hogy „Earendil és Elwing meg a fiaik szabadon választhatnak, hogy melyik nemzetség sorsát akarják osztani.” Earendil és Elwing a tünde népet választotta, majd a szilmarillal együtt visszaszálltak a hajójukba és a valák az égbe emelték őket. Ő lett a Gil-Estel, azaz a Jóreménység Csillaga. A valák Earendil szava hallatán maguk vonultak Morgoth ellen. Beleriand háborúinak utolsó csatájában Valinor csapata, megsemmisítette Morgoth erőit, betörtek Angbandba, és kivetette Morgothot a Világból. Beleriand a hullámok alá süllyedt. Ezután képesek voltak a noldáknak megbocsátani – kivéve Galadrielnek- és azok visszatérhettek Középföldére.

## Beleriandi háborúk (az első kor csatáinak összefoglalása)
Az Első Kor nagy összeütközés Morgoth és az eldák erői, valamint szövetségeseik között. A háborúnak hat fő csatája volt. Melkor fogságának harmadik korában teremtményei megszaporodtak, és nyugtalanítani kezdték Beleriandot. Amikor Melkor visszatért Középföldére, és újjáépítette Angbandot, Beleriandba küldte orkjait, akik nyugaton lehúzódtak a Sirion völgyébe, elözönlötték a Sirion és a Narog közötti területeket, és megostromolták Círdant Falasban. Keleten az orkok lehatoltak a Gelion völgyéig, de az első fontos csatában vereséget szenvedtek Region tündéitől, akiket Thingol vezetett, valamint Denethor által vezetett csapattól. A két hadsereg közép szorult orkok közül csak néhány tudott északra menekülni, de ők sem étek sokáig, mert Ered Luin törpjei elkapták és megölték valamennyit. Denethor csapatának azonban nem volt megfelelő a fegyverzete, így az Amon Ereben vereséget szenvedett és hősi halált halt. Az orkokat szerencsére ismét szétverték: Thingol kissé késve ugyan, de hátba támadta őket.
Ekkor történt, hogy Fëanor noldái partot értek Losgarnál. Ahogy elérték Mithrimet, azonnal rájuk támadt Morgoth harmadik serege. Ez a csata volt a második, a Dagor-nuin-Giliath. Morgoth alábecsülte a noldák erejét. Hiába rendelte északra az akkor éppen Falast ostromló orkokat, serege vereséget szenvedett. Fingolfin érkezése, és a Nap első felkelte visszahúzódásra kényszeríttette Morgoth seregét.
A noldák ekkor védelmi állásokat építettek ki: Fingolfin Hithlumban, hogy tartsa Barad Eithelt és védje Ered Wethrin keleti hágóit; Finrod Tol Sirionban, hogy őrizze Sirion hágóját, Aegnor Angrodban, és Dorthonion északi lejtőin. Fëanor fiai Dorthonion és az Ered Luin közötti dombokra és hágókra felügyeltek. Fingolfin és Maedhros lovasai Ard-galent és Lothlannt őrizték.
Az Első Kor 60. éve körül Morgoth újabb támadást indított, elfoglalta a Sirion hágóját és a Maglor-hasadékot, majd Dorthonion ellen indította fő seregét. A tündék azonban felkészülten várták. A Beleriandban portyázó orkokat levadászták, Fingolfin és Maedhros pedig két oldalról rontott rá Morgoth fő hadtestére. Ez az Ard-galenen vívott csata volt a harmadik, Dagor Aglareb. Ezt követően a noldák megostromolták Angbandot, őrizték Ard-galent, és figyelték az ellenség mozgásait.
160 körül Morgoth megtámadta Hithlumot. Északról és nyugatról közelített, kisebb csapatokkal. Az orkok időben észrevették az ellenséget, amelyet elpusztítottak. 260 körül Glaurung, a sárkány előrenyomult Angbandból, de ekkor még felkészületlen volt, így Fingon lovasainak nyilai visszavonulásra kényszeríttették. Ezután, 260–455 között következett a Hosszú Béke, amelynek során csupán kisebb összecsapásokra került sor. Morgoth összegyűjtötte seregeit, kitenyésztette szörnyeit, és még jobban marokra szorította Eriadort. A tündék szövetséget kötöttek az emberekkel, és megerősítették védelmi vonalaikat. 455 telén Morgoth lángokat zúdított Ard-galenre. Minden elpusztított. A tűztámadás Dorthorionra is kiterjedt, a lángok megölték vagy megfutamították a nolda lovasságot. Ezután megkezdődött a negyedik csata, a Dagor Bragollach. Az Ered Wethrin és Sirion hágója a tündéké maradt, de a dorthonioni emberekkel együtt megtizedelődtek, így Morgoth elfoglalhatta a fennsíkot. Barahir hősiessége hiábavalónak bizonyult. Keleten Maedhros még ekkor is tartotta Aglont és Himringet. Aegnor, Angrod és Bregolas elesett, az edánok Első Háza sosem heverte ki ezt a csapást. Az ezt követő néhány évben Morgoth megpróbálta megszilárdítani hatalmát a megszerzett területeken. Szauron 457-ben elfoglalta Tol Siriont. Bár tíz évvel később elűzték onnan, a Hágó gyakorlatilag őrizetlen maradt. Barahir 460-ban megkövetkezett halála után egyedül Beren hódíthatta volna meg Dorthoniont, ám 464-ben ő is elmenekült. 462-ben Morgoth megtámadta Hithlumot, csapatai keleti és északi irányból érkeztek. Az edánok ismét védték az Ered Wethrint, erősen tartották, ám Morgoth északi seregét csak Círdan segítségével tudták legyőzni. Az eldák ebben az időszakban csupán egyetlen jelentős tettet hajtottak végre: Beren és Lúthien megszerezte az egy szilmarilt.
Maedhros, miután felismerte a helyzetet és Morgoth erejét, 473 létrehozta Szövetségét. Azt tervezte, hogy csellel védekezésre kényszeríti Morgothot, valahogy úgy, mint a Dagor Aglareb során. Ám Morgoth ereje és a keletlakók árulás következtében a Szövetség seregei rákényszerültek, hogy megvívják a rettenetes csatát a Nirnaeth Arnoediadot, a Megszámlálhatatlan Könnyek Csatáját. Az ütközet elején Morgoth felvonult Maedhros Szövetségének nyugati serege ellen, melyet Fingon vezetett. Gwindor, aki tombolt fivére megcsonkítása és halála miatt, a tervvel mit sem törődve előrenyomult, a nyugati sereg zömével a nyomában. A csata negyedik napján kezdődött el az ütközet. Morgoth hatalmas sereget vezényelt ki, amely két napig tartó harc után visszavonulásra kényszerítette Fingont. A Haldír által vezetett csapat a hátvéd, megtizedelődött, és a második este Fingont bekerítették az orkok. Éjszaka elkeseredett harc folyt. Fingon Turgontól kapott segítséget, aki tízezer harcossal érkezett a Sirion hágóján keresztül. Ekkor Morgoth serege, Gothmog vezetésével, rávetette magát a Szövetség nyugati egységére. Morgoth akadálytalanul bevonulhatott Beleriandba. A küzdelmet egyedül Húrin élte túl, de ő is Gothmog fogságába esett. Az eldáknak már csak Ossiriand, Brethil, Nargothrond, Doriath és Gondolin mard a kezében. Néhány éven keresztül úgy tűnt, hogy Túrin titkos húzásai megállítják Morgothot, de Nargothrond az ellenség kezére került. Miután Menegrothot kétszer is feldúlták a nogrodi törpök és Fëanor fiai, 511-ben Gondolin elesett és ezzel Morgoth előtt megnyílt Beleriand. Beleriand háborúinak utolsó csatájában Valinor csapata megsemmisítette Morgoth erőit, betörtek Angbandba, és kivetette Morgothot a Világból. Beleriand a hullámok alá süllyedt. A nagy csata után a Valák képesek voltak a noldák lázadását elnézni, és megengedték nekik, hogy visszatérjenek, kivéve a lázadók vezérei, így Galadriel sem.